# بی‌ای.۲۵ بردا
بی‌ای. ۲۵ بردا (به انگلیسی: Breda_Ba.25) یک هواگرد ملخ‌پیشین تک‌موتوره از نوع هواپیمای آموزشی ساخت شرکت Società Italiana Ernesto Breda است. هواگرد بی‌ای. ۲۵ بردا نخستین پروازش را در ۱۹۳۱ میلادی انجام داد. این هواگرد در سال ۱۹۳۲ میلادی رسماً معرفی گردید و در سال‌های ۱۹۳۱–۱۹۳۸ تولید شده‌است. در مجموع، تعداد 763 + 3 prototypes فروند از این هواگرد ساخته شده‌است.